# Eustaquio Pastor Cuquejo Verga
Eustaquio Pastor Cuquejo Verga CSsR (* 20. September 1939 in San Estanislao; † 22. August 2023 in Asunción) war ein paraguayischer römisch-katholischer Ordensgeistlicher und Erzbischof von Asunción.

## Leben
Eustaquio Pastor Cuquejo Verga trat 1957 der Ordensgemeinschaft der Redemptoristen („Kongregation des Heiligsten Erlösers“) bei. Er studierte von 1959 bis 1964 Theologie und Philosophie am Priesterseminar der Redemptoristen in Esopus, New York. Dort empfing er am 21. Juni 1964 die Priesterweihe. Anschließend studierte er Pastoralpsychologie in Annapolis, Maryland. Nach kurzer Tätigkeit als Vikar in Paraguay wurde er am 21. Juli 1968 Professor und Präfekt am Seminar der Redemptoristen im brasilianischen Ponta Grossa, ab 1973 Professor für Moraltheologie am Studium Theologicum de Curitiba. Von 1975 bis 1977 absolvierte er ein Aufbaustudium für Moraltheologie an der Accademia Alfonsiana in Rom, zugehörig zur Päpstlichen Lateranuniversität.
Am 6. Januar 1978 wurde er zum Provinzial der Ordensprovinz der Redemptoristen in Paraguay gewählt; 1981 erfolgte die Wiederwahl. Von 1978 bis 1982 war er zudem Vizepräsident der „Confederación de Religiosos del Paraguay“. Die Confederación Latinoamericana de Religiosos (CLAR), der Verband der lateinamerikanischen Ordensleute, wählte ihn zu einem ihrer Delegierten bei der III. Generalversammlung des Lateinamerikanischen Bischofsrates (CELAM) 1979 in Puebla.
Am 27. Juni 1982 wurde er von Johannes Paul II. zum Titularbischof von Budua ernannt und zum Weihbischof in Asunción bestellt. Die Bischofsweihe spendete ihm der Erzbischof von Asunción, Ismael Rolón SDB, am 15. August desselben Jahres in der Kathedrale des Erzbistums; Mitkonsekratoren waren der Weihbischof in Asunción, Jorge Adolfo Carlos Livieres Banks, und Aloísio Ariovaldo Amaral CSsR, Bischof von Limeira.
1983 wurde er in den Ständigen Rat der paraguayischen Bischofskonferenz gewählt, war ab 1984 Vorsitzender des Wirtschaftsausschusses des CEP und wurde 1986 Mitglied der „Congregación para los Religiosos y los Institutos Seculares“. 1986/1987 war er Vorsitzender in der CEP für die Durchführung des zweiten Nationalen Eucharistischen Kongresses und den Besuch von Johannes Paul II. in Paraguay. 1987 wurde er Mitglied der Lateinamerikanischen Bischofskonferenz, ab 1991 Vorsitzender der Kommission für Bildung.
1989 wurde er zum Administrator des Erzbistums Asunción „ad interim“ gewählt, kurz darauf, am 19. April 1990, zum Prälaten der Prälatur Alto Paraná bestellt. Am 5. Mai 1992 ernannte ihn Johannes Paul II. – in der Zeit der Militärdiktatur von Andrés Rodríguez – zum Titularbischof von Aufinium und bestellte ihn zum Militärbischof für Paraguay. Er war Vorsitzender der Sektion für die Militärseelsorge (Sección de Pastoral Castrense, SEPCAS) im CELAM. Während der jährlichen Vollversammlung der CEP 1994 wurde er zum Generalsekretär der CEP gewählt. Im November desselben Jahres ernannte ihn Papst Johannes Paul II. zudem zum Apostolischen Administrator von Caacupé. Im Jahr 2000 wurde er zudem zum Apostolischen Administrator von Alto Paraná bestellt. Auf seinen Titularsitz verzichtete er zum 7. März 1998.
2002 erfolgte die Ernennung zum Erzbischof des Erzbistums Asunción. Er war Vizepräsident und später Präsident der paraguayischen Bischofskonferenz CEP.
Eustaquio Pastor Cuquejo Verga wurde eine Zeit lang als zukünftiger Kardinal gehandelt. Sein Suffraganbischof Rogelio Ricardo Livieres Plano bezeichnete ihn 2014 öffentlich als homosexuell; in der Folge wurde eine Visitation Livieres Planos Bistums angeordnet und Livieres Planos durch Papst Franziskus seines Amts enthoben.
Er starb am 22. August 2023 in Asunción.